# Renee Hsia
Renee Yuen-Jan Hsia est une urgentiste américaine. Elle est professeure de médecine d'urgence et titulaire de la chaire associée de recherche sur les services de santé à l'Université de Californie à San Francisco, ainsi que médecin praticien au service des urgences du Zuckerberg San Francisco General Hospital and Trauma Center. Elle est également membre du corps professoral de l'UCSF Philip R. Lee Institute for Health Policy Studies. Ses recherches visent à étudier l'impact des services de santé et de la régionalisation des soins sur l'accès aux soins d'urgence.

## Formation
Renee Hsia est née à Huntsville, Alabama et a grandi à Arlington, Texas. Elle est diplômée de Lamar High School où elle fut major de promotion. Hsia a fréquenté l'Université de Princeton et, au cours de sa première année, a reçu le prix George B. Wood Legacy Junior pour ses résultats scolaires. Au cours de sa dernière année, elle a été nommée co-récipiendaire du prix M. Taylor Pyne, la plus haute distinction décernée à un étudiant de premier cycle de Princeton. Après avoir obtenu son baccalauréat ès arts en affaires publiques et internationales, Hsia a obtenu une maîtrise en politique, planification et financement de la santé de la London School of Economics / London School of Hygiene and Tropical Medicine avant de rentrer aux États-Unis pour son diplôme de médecine à la Harvard Medical School.

## Carrière
Après avoir terminé son résidanat à l'Université Stanford, Hsia a rejoint la faculté de l'Université de Californie à San Francisco (UCSF) en 2007. Au cours de son cursus à l'UCSF, elle est devenue la fondatrice et la directrice du Policy Lab of Acute Care and Emergencies (The PLACE) et a été présidente associée de la recherche sur les services de santé au Département de médecine d'urgence. À la suite de ses recherches, Hsia a été élue membre de l'American Society for Clinical Investigation. En 2021, Hsia a été élue membre de l'Académie nationale de médecine « pour son expertise dans les disparités en matière de santé des soins d'urgence, intégrant les disciplines de l'économie, de la politique de santé et de l'investigation clinique ». Hsia a beaucoup travaillé à l'étranger, notamment au Rwanda, au Sénégal, en Ouganda, au Soudan du Sud, en Érythrée, en Chine, en Haïti, au Honduras et au Mexique avec diverses organisations. De 2019 à 2020, elle a passé un an en tant que boursière Fulbright-Schuman en Espagne, étudiant les disparités d'accès au système de santé espagnol pour les sans-papiers.

## Recherches
Les recherches de Renee Hsia portent sur l'impact de l'organisation des services de santé et de la régionalisation des soins sur l'accès au système de soins d'urgence. Elle étudie les disparités dans l'accès aux services des urgences et aux trauma centers, ,,, la répartition des soins d'urgence dans les zones à faibles revenus et les communautés minoritaires,,,,,, et comment les fermetures de services d'urgence ont un impact différent sur les résultats des patients pour les populations présentant des disparités en matière de santé,,,,. Ses recherches portent également sur les coûts des soins de santé et les problèmes de financement au sein du système de soins d'urgence et sur leur lien avec les inégalités dans la prestation de services essentiels aux patients, ,, , . Plus précisément, ses recherches se sont concentrées sur les patients atteints d'infarctus aigu du myocarde, d'accident vasculaire cérébral, d'asthme/BPCO, de septicémie et de traumatisme. Elle a publié sur ces questions dans un large éventail de revues, dont le New England Journal of Medicine, le Journal of the American Medical Association (JAMA) et Health Affairs. Renee Hsia a écrit plus de 150 manuscrits évalués par des pairs. Elle a reçu un prix de développement de carrière de l'Institut des sciences cliniques et translationnelles de l'UCSF, ainsi que plusieurs subventions de fondations privées, dont la Fondation Robert Wood Johnson, les National Institutes of Health (National Heart, Lung, and Blood Institute) et l'agence pour la recherche et la qualité en santé. Elle a également été chercheuse principale pour plusieurs bourses de recherche R01 du National Heart, Lung, and Blood Institute étudiant les impacts de la régionalisation des soins cardiaques et des ouvertures et fermetures de services d'intervention coronarienne percutanée.